# 10088 Digne
10088 Digne è un asteroide della fascia principale. Scoperto nel 1990, presenta un'orbita caratterizzata da un semiasse maggiore pari a 2,3398438 au e da un'eccentricità di 0,1846428, inclinata di 3,44694° rispetto all'eclittica.
L'asteroide è dedicato alla città francese di Digne-les-Bains.